# Héricendre et ses évolutions
Ne doit pas être confondu avec Robert Faurisson.
Héricendre et ses deux évolutions Feurisson et Typhlosion sont trois espèces de Pokémon. Il s'agit des starters de feu de la 2e génération, ils sont les équivalents/successeurs de Salamèche, Reptincel et Dracaufeu à Johto, dans les versions Or, Argent, Cristal et leurs remakes, les versions Or HeartGold et Argent SoulSilver.

## Création

### Conception graphique
Nintendo et Game Freak n'ont pas évoqué les sources d'inspiration de ces Pokémon. Néanmoins, certains fans avancent qu'ils pourraient être basés sur l'apparence d'un hérisson.

### Étymologie
L'étymologie de Héricendre est « hérisson » et « cendre ». L'étymologie de Feurisson vient de « feu » et « hérisson ». Le nom de Typhlosion provient de « typhon » et « explosion ».

## Description

### Héricendre
Physiquement, Héricendre ressemble à une sorte de hérisson sans piquants à ventre et pattes jaunes et à dos gris-bleu avec 4 taches rouges d'où sortent des flammes quand il est en colère. Il est difficile de dire s'il est réellement bipède ou quadrupède, puisque selon le Pokédex de la version Argent, il reste en général courbé. Il mesure 50 cm de haut et pèse 7,9 kg.

### Feurisson
Feurisson est l'évolution d'Héricendre au niveau 16, il évolue en Typhlosion au niveau 36.
Dans l´anime durant la fin de la saison 13 durant la ligue sinnoh le Hericendre de Sacha qui est revenu temporairement a évolué en Feurisson et a appris de nouvelles attaques.
D'autant plus que dans la saison 5 il a dit qu'il refusait d’évoluer. Après quelques tentatives de la part de sacha, il a dû changer d'avis. Durant un nouvel HOSO, celui d'Aurore a lui aussi évolué.

### Typhlosion
Typhlosion est un Pokémon de la famille des volcan (type feu) de la deuxième génération. Il est l'évolution de Feurisson au niveau 36. Il mesure 170 cm de haut et pèse 79,5 kg.

### Typhlosion de Hisui
Typhlosion de Hisui est un Pokémon de type feu et spectre et est issu de la quatrième génération. Il occupe la cent-cinquante-septième place du Pokédex. Il a pelage violet très foncée et ses flammes sont constituées par des âmes qu'il purifie. Ses flammes son donc de couleurs violettes et avec des "yeux" rouges.

## Apparitions

### Jeux vidéo
Héricendre, Feurisson, Typhlosion apparaissent dans série de jeux vidéo Pokémon. Héricendre, Feurisson et Typhlosion apparaissent pour la première fois dans Pokémon Or et Argent. Typhlosion de Hisui apparaît pour la première fois dans Légendes Pokémon : Arceus. D'abord en japonais, puis traduits en plusieurs autres langues, ces jeux ont été vendus à plus de 200 millions d'exemplaires à travers le monde.

### Série télévisée et films
La série télévisée Pokémon ainsi que les films sont des aventures séparées de la plupart des autres versions de Pokémon et mettent en scène Sacha en tant que personnage principal. Sacha et ses compagnons voyagent à travers le monde Pokémon en combattant d'autres dresseurs Pokémon. Sacha et Aurore possède chacun un Héricendre.